# Аспіраційний психрометр

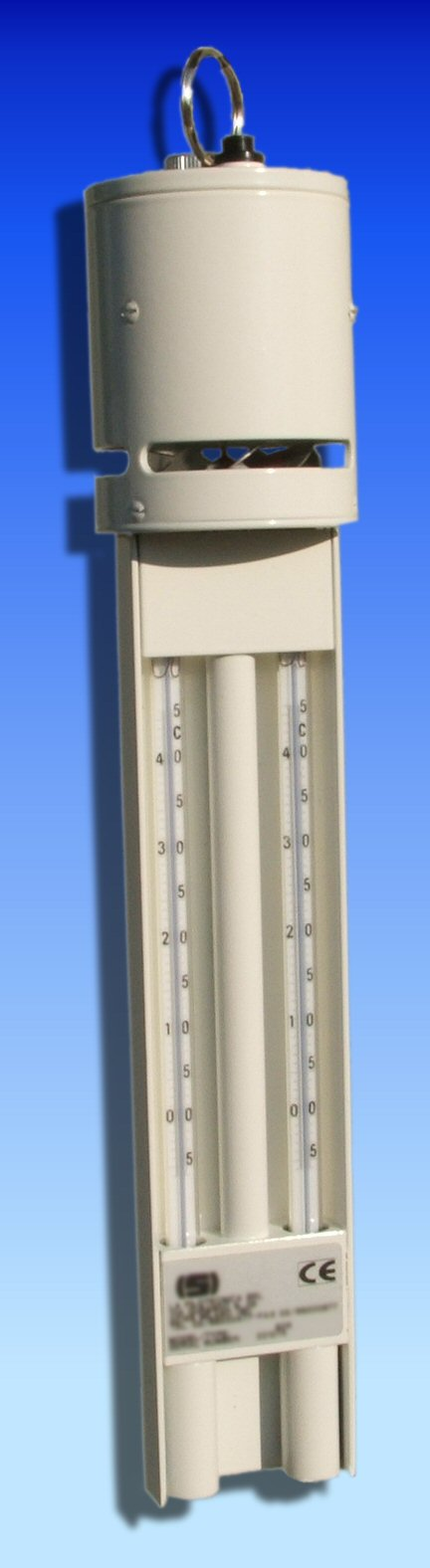
Аспіраційний психрометр Ассамана

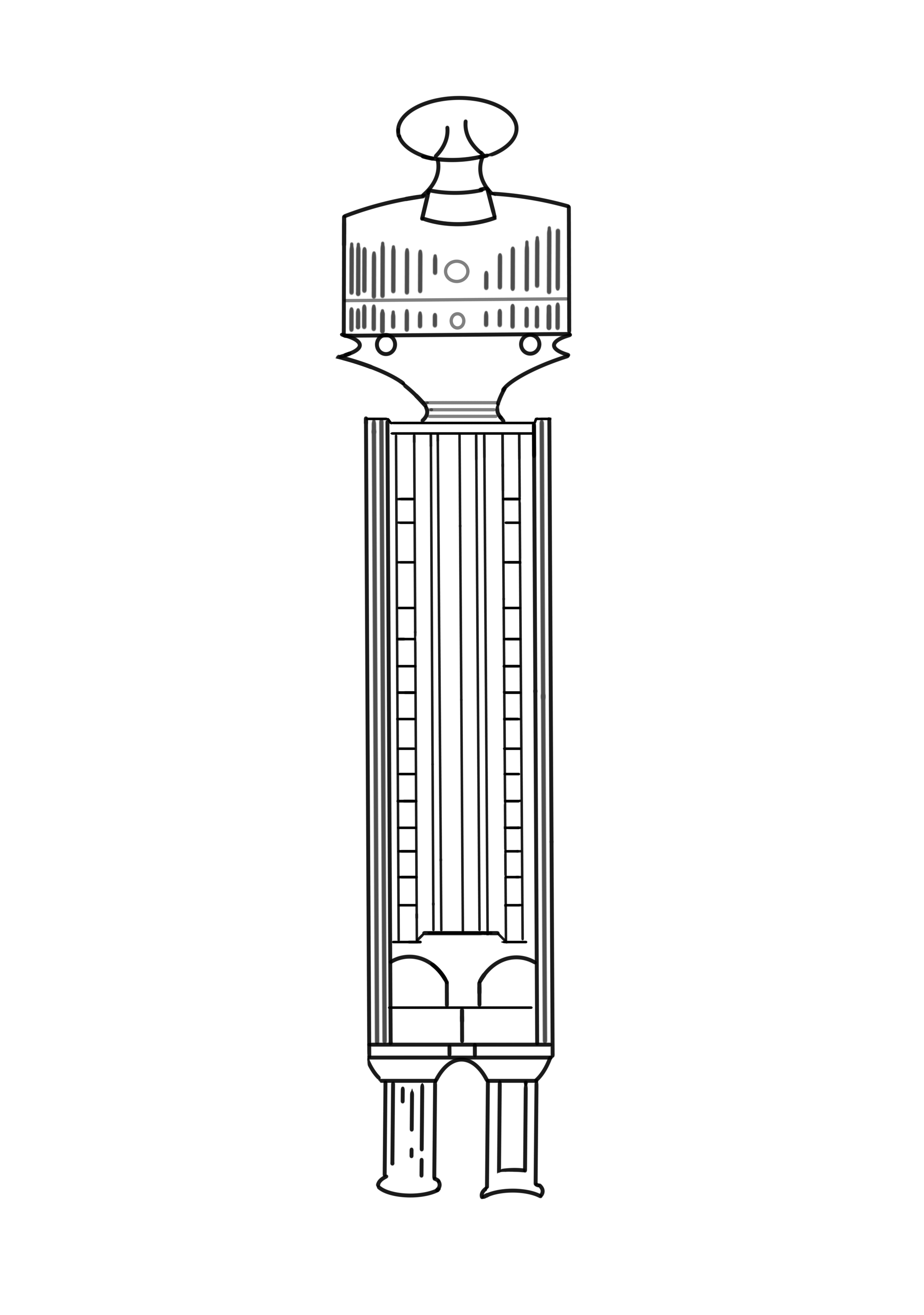

Психро́метр аспіраційний (від дав.-гр. ψυχρός — холодний, лат. aspiratio — вдихання) — прилад для вимирювання відносної вологості повітря. Містить два термометри — сухий і зволожений. Ціна поділки термометрів становить 0,1-0,2 °С. Термометри розташовані у металевих трубках, які потім з'єднані в одну. Резервуар одного з термометрів обмотаний батистом, що змочується. При вимірюванні вологості психрометр встановлюють горизонтально та обдувають повітрям обидва термометри за допомогою вентилятора. Якщо два однакових термометри знаходяться в однакових потоках повітря, покази цих термометрів повинні бути однаковими. Якщо ж балончик одного з термометрів буде весь час зволоженим, то покази термометрів будуть різними. Завдяки випаровуванню води з тканини мокрий термометр буде показувати більш низку температуру, ніж сухий. Чим менша вологість оточуючого повітря, тим інтенсивнішим буде випаровування, і тим нижчими будуть покази мокрого термометра. Різниця температур, виміряна цими термометрами, буде характеризувати вологість повітря. 

Абсолютну вологість обчислюють за формулою Реньо:
{\displaystyle A=p{\scriptstyle {\text{н.(вол)}}}-\alpha (T{\scriptstyle {\text{сух.}}}-T{\scriptstyle {\text{вол.}}})B},

де {\displaystyle p{\scriptstyle {\text{н}}}} - тиск насиченої пари за температури вологого термометра, {\displaystyle \alpha } - психрометричний коефіцієнт, {\displaystyle B} - барометричний тиск у момент визначення вологості.

Відносну вологість обчислюють за формулою:
{\displaystyle P={A\cdot 100\% \over p{\scriptstyle {\text{н.(сух)}}}}},

де {\displaystyle p{\scriptstyle {\text{н.(сух)}}}} - тиск насиченої пари за температури сухого термометра.

## Психрометрична таблиця
| Показники сухого термометра,º С | Показники вологого термометра, º С | Показники вологого термометра, º С | Показники вологого термометра, º С | Показники вологого термометра, º С | Показники вологого термометра, º С | Показники вологого термометра, º С | Показники вологого термометра, º С | Показники вологого термометра, º С | Показники вологого термометра, º С | Показники вологого термометра, º С | Показники вологого термометра, º С | Показники вологого термометра, º С | Показники вологого термометра, º С | Показники вологого термометра, º С | Показники вологого термометра, º С | Показники вологого термометра, º С | Показники вологого термометра, º С | Показники вологого термометра, º С | Показники вологого термометра, º С |
| ------------------------------- | ---------------------------------- | ---------------------------------- | ---------------------------------- | ---------------------------------- | ---------------------------------- | ---------------------------------- | ---------------------------------- | ---------------------------------- | ---------------------------------- | ---------------------------------- | ---------------------------------- | ---------------------------------- | ---------------------------------- | ---------------------------------- | ---------------------------------- | ---------------------------------- | ---------------------------------- | ---------------------------------- | ---------------------------------- |
| 12                              | 5,3                                | 5,7                                | 6,0                                | 6,4                                | 6,8                                | 7,2                                | 7,6                                | 8,0                                | 8,4                                | 8,7                                | 9,1                                | 9,5                                | 9,9                                | 10,3                               | 10,7                               | 11,0                               | 11,3                               | 11,7                               | 12,0                               |
| 13                              | 5,9                                | 6,4                                | 6,8                                | 7,2                                | 7,6                                | 8,0                                | 8,4                                | 8,8                                | 9,2                                | 9,6                                | 10,0                               | 10,4                               | 10,8                               | 11,1                               | 11,5                               | 11,8                               | 12,2                               | 12,6                               | 13,0                               |
| 14                              | 6,6                                | 7,1                                | 7,5                                | 8,0                                | 8,4                                | 8,6                                | 9,2                                | 9,7                                | 10,1                               | 10,5                               | 10,9                               | 11,3                               | 11,7                               | 12,1                               | 12,5                               | 12,8                               | 13,2                               | 13,6                               | 14,0                               |
| 15                              | 7,3                                | 7,8                                | 8,2                                | 8,7                                | 9,2                                | 9,6                                | 10,0                               | 10,5                               | 10,9                               | 11,4                               | 11,8                               | 12,2                               | 12,6                               | 13,0                               | 13,4                               | 13,8                               | 14,2                               | 14,6                               | 15,0                               |
| 16                              | 8,0                                | 8,5                                | 9,0                                | 9,4                                | 9,9                                | 10,3                               | 10,8                               | 11,3                               | 11,8                               | 12,2                               | 12,6                               | 13,1                               | 13,5                               | 14,0                               | 14,4                               | 14,8                               | 15,6                               | 15,6                               | 16,0                               |
| 17                              | 8,0                                | 9,1                                | 9,7                                | 10,2                               | 10,7                               | 11,2                               | 11,6                               | 12,1                               | 12,6                               | 13,0                               | 13,5                               | 13,9                               | 14,4                               | 14,9                               | 15,3                               | 15,8                               | 16,2                               | 16,6                               | 17,0                               |
| 18                              | 9,3                                | 9,9                                | 10,4                               | 10,9                               | 11,4                               | 11,9                               | 12,4                               | 12,9                               | 13,4                               | 13,9                               | 14,4                               | 14,8                               | 15,3                               | 15,7                               | 16,2                               | 16,6                               | 17,1                               | 17,5                               | 18,0                               |
| 19                              | 10,0                               | 10,6                               | 11,1                               | 11,7                               | 12,2                               | 12,7                               | 13,2                               | 13,8                               | 14,8                               | 14,8                               | 15,3                               | 15,7                               | 16,2                               | 16,7                               | 17,2                               | 17,6                               | 18,1                               | 18,5                               | 19,0                               |
| 20                              | 10,6                               | 11,2                               | 11,8                               | 12,4                               | 12,9                               | 13,4                               | 14,0                               | 14,5                               | 15,1                               | 15,6                               | 16,1                               | 16,6                               | 17,1                               | 17,6                               | 18,1                               | 18,5                               | 19,0                               | 19,5                               | 20,0                               |
| 21                              | 11,2                               | 11,9                               | 12,6                               | 13,1                               | 13,6                               | 14,2                               | 14,8                               | 15,3                               | 15,9                               | 16,6                               | 17,1                               | 17,5                               | 18,0                               | 18,6                               | 19,1                               | 19,5                               | 20,0                               | 20,5                               | 21,0                               |
| 22                              | 11,8                               | 12,5                               | 13,2                               | 13,8                               | 14,4                               | 15,0                               | 15,6                               | 16,1                               | 16,7                               | 17,3                               | 17,9                               | 18,4                               | 18,9                               | 19,5                               | 20,0                               | 20,5                               | 21,0                               | 21,5                               | 22,0                               |
| 23                              | 12,5                               | 13,1                               | 13,8                               | 14,4                               | 15,1                               | 15,7                               | 16,4                               | 17,0                               | 17,6                               | 18,2                               | 18,8                               | 19,3                               | 19,8                               | 20,4                               | 20,9                               | 21,5                               | 22,0                               | 22,5                               | 23,0                               |
| 24                              | 13,1                               | 13,8                               | 14,5                               | 15,2                               | 15,9                               | 16,5                               | 17,1                               | 17,8                               | 18,4                               | 19,0                               | 19,6                               | 20,1                               | 20,7                               | 21,3                               | 21,9                               | 22,4                               | 23,0                               | 23,0                               | 24,0                               |
| 25                              | 13,7                               | 14,5                               | 15,2                               | 15,9                               | 16,6                               | 17,2                               | 17,9                               | 18,5                               | 19,2                               | 19,8                               | 20,5                               | 21,2                               | 21,7                               | 22,2                               | 22,8                               | 23,3                               | 23,9                               | 24,4                               | 25,0                               |
| Відносна вологість,%            | 10                                 | 15                                 | 20                                 | 25                                 | 30                                 | 35                                 | 40                                 | 45                                 | 50                                 | 55                                 | 60                                 | 65                                 | 70                                 | 75                                 | 80                                 | 85                                 | 90                                 | 95                                 | 100                                |